# هونولولو

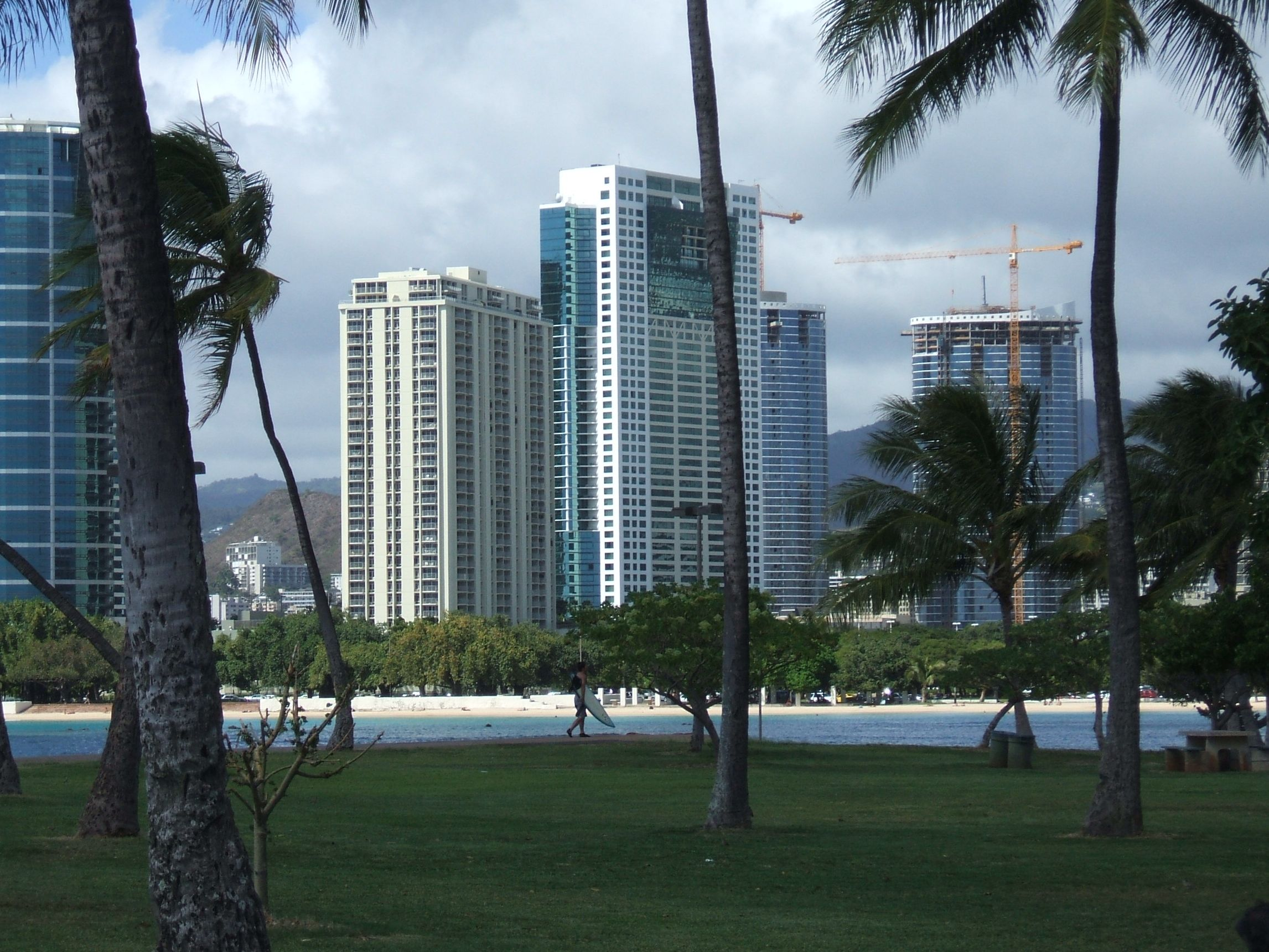
Honolulu

هونولولو (بالإنجليزية: Honolulu)‏ هي عاصمة ولاية هاواي الأمريكية وأكبر مدينة فيها. وهي جزء غير مدمج ومقر مدينة مقاطعة هونولولو في جزيرة أواهو.  المدينة هي البوابة الرئيسية لجزر هاواي ومدخلًا رئيسيًا للولايات المتحدة. المدينة هي أيضا مركز رئيسي للأعمال التجارية الدولية، والدفاع العسكري، وتشتهر كذلك باستضافة مجموعة متنوعة من العادات والتقاليد والمطابخ من ثقافات الشرق والغرب وثقافات المحيط الهادئ.
هونولولو هي أكثر مدينة نائية بحجمها في العالم، وهي تقع أقصى الغرب وأقصى الجنوب بين المدن الأمريكية. ولأغراض إحصائية، يعتبر مكتب التعداد الأمريكي المساحة التقريبية التي يشار إليها عادة باسم «مدينة هونولولو» (لا ينبغي الخلط بينها وبين «المدينة والمقاطعة») كقسم مقاطعة تعدادية (CCD). هونولولو هي مركز مالي رئيسي لهاواي والمحيط الهادئ. بلغ عدد سكان مدينة هونولولو 337,256 نسمة في تعداد عام 2010،  في حين كان عدد سكان المقاطعة الإحصائية 390,738، وبلغ عدد سكان المدينة والمقاطعة الموحدة 953,207 نسمة.
هونولولو تعني باللغة الهاوائية «الميناء المحمي»  أو «الميناء الهادئ». ويقال إن الاسم القديم هو كو، وهي منطقة تضم تقريبًا المنطقة من شارع نوانو إلى شارع ألاكيا ومن شارع هوتيل إلى شارع كوين والذي هو قلب منطقة وسط المدينة الحالية. كانت المدينة عاصمة جزر هاواي منذ عام 1845 واكتسبت أهمية تاريخية بعد الهجوم الياباني على بيرل هاربور قرب المدينة في 7 ديسمبر 1941.
وحتى عام 2015، حققت هونولولو مرتبة عالية على التصنيف العالمي للمعيشة، كما صنفت في المرتبة الثانية بين أكثر مدن الولايات المتحدة أمانًا. وهي أيضا أكبر مدن أوقيانوسيا سكانا خارج إقليم أسترالاسيا وتحتل المرتبة الثانية بعد أوكلاند من حيث عدد السكان في بولينيزيا.

## تاريخ
اسم "هونولولو" أصله من اللغة الهاوائية، ويعني "الميناء المحمي" أو "الملاذ الهادئ".
لم يعرف متى استقرّت هونولولو أولا من قبل المهاجرين البولينيزيين الأصليين إلى الأرخبيل. التواريخ الشفهية والمصنوعات اليدوية تشيران إلى أنه كان هناك مستوطنة حيث توجد هونولولو الآن في القرن الثاني عشر. ولكن بعدما فتح كاميهاميها الأول فتحت أواهو في معركة نووانو بالي، حرّك بلاطه الملكي من جزيرة هاواي إلى وايكيكي في 1804. انتقلت محكمته لاحقا، في 1809، إلى ما هو الآن مدينة هونولولو.
النّقيب وليام براون من إنجلترا كان الأجنبي الأول الذي أبحر، في 1794، إلى ما هو الآن ميناء هونولولو. تلته سفن أجنبية كثيرة، الذين جعلوا من الميناء هونولولو نقطة مركزية للسفن التجارية المسافرة بين أمريكا الشمالية وآسيا.
في 1845، كاميهاميها الثالث حرّك العاصمة الدائمة للمملكة الهاوائية من لاهاينا في ماوي إلى هونولولو. هو والملوك الذين تلوه حوّلوا هونولولو إلى عاصمة حديثة، تنتصب فيها البنايات مثل كاتدرائية سينت أندرو، وقصر إيولاني. في نفس الوقت، أصبحت هونولولو مركز التجارة في الجزر، بفضل أحفاد المبشّرين الأمريكان الذين أسّسوا أعمال تجارية رئيسية في مدينة هونولولو.
على الرغم من التاريخ العاصف أواخر القرن التاسع عشر وبداية القرن العشرون، الذي شهد سقوط الحكم الملكي الهاوائي، وإلحاق هاواي بالولايات المتّحدة، والهجوم الياباني على بيرل هاربور، هونولولو تبقى العاصمة، والمدينة الأكبر، وصاحبة المطار والميناء الرئيسي للجزر الهاوائية.

## التوأمة
الرباط، المغرب منذ 10 مارس. 2006

## وصلات خارجية
- الموقع الرسمي